# ویلند تراسک جونیور
ویلند تراسک جونیور (انگلیسی: Wayland Trask Jr.؛ ‏ ۱۶ ژوئیهٔ ۱۸۸۷ – ۱۸ نوامبر ۱۹۱۸) بازیگر و کمدین اهل ایالات متحده آمریکا بود.
از فیلم‌هایی که وی در آن‌ها نقش داشته‌است، می‌توان به همسایه‌تو بپا، چاقالو و میبل سرگردان دریا و چاقالو و ستارگان برادوی اشاره نمود.